# GJ 440
LP 145-141 (亦可稱為GJ 440、LAWD 37)是一顆位於苍蝇座的白矮星，距離太陽系15光年。  根據 2009 年的一篇論文，它是已知白矮星之中距離太陽第四近的 (由近至遠依次為天狼星B，南河三B和范馬南星。)

## 空間運動
GJ 440可能是Wolf219移動星群的成員，該群有七個可能的成員。這些恆星在太空中有相似的運動，這可能表明它們有共同的起源。 這些恆星的估計空間速度為160公里/秒，並且沿著一條高度偏心的軌道穿過銀河系。

## 特性
白矮星不再通過核聚變在其核心產生能量，而是穩定地散發掉它們剩餘的熱量。GJ 440有一個 DQ光譜分類，表明它是一種罕見的白矮星，在其光譜中顯示出原子或分子碳的證據。
2019 年，觀察到GJ 440從一顆更遠的恆星前經過。哈勃太空望遠鏡觀測到的GJ 440的引力場使星光發生彎曲，從而可以直接測量其質量。GJ 440的估計質量為 0.56±0.08M☉，符合具有碳氧核心的白矮星的預期範圍。這一測量標誌著首次直接測定單個白矮星的引力質量。
它是一顆估計有 4.4 個太陽質量的大質量主序星的恆星殘骸。 雖然它在主序帶上，但它可能是一顆光譜B 級恆星（在 B4-B9 範圍內）。 恆星的大部分原始質量在進入漸近巨星分支階段後，就在成為白矮星之前脫落。

## 伴星搜索
哈勃太空望遠鏡的一項調查顯示，在探測範圍內沒有可見的軌道伴星。
它的距離、質量和溫度使它被認為是尋找類木行星的一個很好的候選者。它相對較大的質量和較高的溫度意味著該系統的壽命相對較短，因此起源較晚。

## 外部連結
- CC 658 （页面存档备份，存于）